# Малий льодовиковий період

Реконструкція температур протягом малого льодовикового періоду відповідно до кількох досліджень.

Малий льодовиковий період — період відносного похолодання, що тривав протягом 1400—1850 років. Цей період є найхолоднішим за середньорічними температурами за останні 2 тисячоліття. Малому льодовиковому періоду передував Середньовічний теплий період (приблизно X—XIV століття) — період порівняно теплої та рівної погоди, м'яких зим та відсутності сильних посух. Верхню межу малого льодовикового періоду розташовують від XVI до середини XIX століть, а нижню — з XIII по XIV століття. Загалом узгоджено, що були три температурні мінімуми, що трапилися приблизно у 1650, 1770 і 1850 роках, розділені дещо теплішими інтервалами. Хоча малий льодовиковий період спочатку і вважався глобальним явищем, деякі публікації останніх років вказують на його сильніший ефект у північній півкулі.

## Причини
Серед причин малого льодовикового періоду дослідники називають:
- зниження сонячної активності (мінімум Маундера),
- посилення активності вулканів, продукти виверження яких блокували сонячне світло,
- уповільнення або навіть повна зупинка термохалінної циркуляції,
- відродження лісів внаслідок зниження чисельності населення людства після епідемії чуми, що призвело до падіння рівня вуглекислого газу.